# Mario Lauro Pietrosanti
Mario Lauro Pietrosanti (Bassiano, 8 agosto 1901 – 31 dicembre 1958) è stato un politico italiano.

## Biografia
Laureato in giurisprudenza, esercitò l'attività di avvocato. Esponente della Democrazia Cristiana, nel 1948 fu eletto nella I legislatura della Repubblica Italiana alla Camera dei Deputati, rimanendo in carica fino al 1953.
Muore l'ultimo dell'anno del 1958 all'età di 57 anni.